# Henri Herz
Heinrich Herz, més conegut sota la forma francesa Henri Herz (Viena, 6 de gener de 1803 - París, 5 de gener de 1888), va ser un pianista i compositor austríac, per bé que va viure gairebé tota la vida a França.

## Biografia
De nen va estudiar amb el seu pare i amb Daniel Hünten, el pare del pianista Franz Hünten. El 1816 va ingressar al Conservatori de París, on va estudiar amb Victor Dourlen, Louis-Barthélémy Pradher i Anton Reicha.
El seu virtuosisme al piano el portà a viatjar per tot el món, en gires per Europa, Rússia, i per Amèrica del Sud, Central i del Nord, en una d'aquestes gires anava acompanyat del violinista neerlandès Frans Coenen, el qual tornà impressionat d'aquella gira. El 1831 feu una gira per Alemanya acompanyat pel cèlebre violinista Charles Philippe Lafont, i el 1839 tornà a Alemanya, també amb Lafont, morint en el camí Lafont a conseqüència de bolcar la diligència en què viatjaven. Deixà concerts, fantasies, duos, romances i dues òperes còmiques. Va escriure un llibre sobre les seves experiències a l'estranger, My Travels in America.
Herz va fundar la seva pròpia fàbrica de pianos a París, on també va construir una sala de concerts i va ensenyar al Conservatori (1842-74). Dels seus alumnes, només un, Madame Roger-Miclos, va gravar a inicis de 1900 per la companyia Fonotipia.
De la seva vasta producció destaquen els 18 Grans estudis de conservatori Op. 153 que va compondre per al Conservatori de París en els quals planteja tots els problemes tècnics en grau avançat (vuitenes, salts, notes repetides, toc lleuger, arpegis...), la Sonata di Bravura, Op. 200, 8 concerts i la seva participació en una de les variacions de Hexameron al costat de Chopin, Liszt, Thalberg, Czerny i Pixis.

## Llista d'alumnes
- Berthe Marx,[5]
- Jacques Gregoir,[6]
- Adolphe Louis Eugène Fetis,[7]
- Maurice Henri Decourcelle,[8]
- Adolfo de Quesada,[9]
- Jacques Blumenthal,[10]
- Madame Roger-Miclos, va gravar a inicis de 1900 per la companyia Fonotipia.
- Vicenç Pitarch Simó (1826-1884) compositor i organista castellonenc.
- Marie-Félicité Moke Pleyel (1811-1875), pianista i compositora belga.[11]
- Ernest Gagnon.

## Font
- The Grove Concise Dictionary of Music, 1994, Oxford University Press.